# Il bambino nascosto
Il bambino nascosto ist ein Filmdrama von Roberto Andò, das im September 2021 bei den Internationalen Festspielen von Venedig seine Premiere feierte und im November 2021 in die italienischen Kinos kam. Der Film basiert auf dem gleichnamigen Roman des Regisseurs.

## Handlung
Gabriele Santoro lebt in einem Arbeiterviertel von Neapel und ist Professor am Conservatorio San Pietro a Majella, wo er Klavier unterrichtet, weshalb man ihn in der Nachbarschaft einfach Maestro nennt. Eines Morgens, als er sich gerade rasiert, läutet der Postbote, um ein Paket zu liefern, also öffnet Gabriele die Tür. Unbemerkt hat sich in diesem Moment ein 10-jähriger Junge in seine Wohnung geschlichen und versteckt. Als er diesen am späten Abend entdeckt, stellt sich der Junge als Ciro vor. Viel mehr will der Junge aber nicht verraten, auch nicht, warum er vor seinen Eltern und Geschwistern, die oben im Gebäude wohnen, weggelaufen ist. Gabriele beschließt, ihm fürs Erste in seiner Wohnung Unterschlupf zu gewähren.

## Produktion
Der Film basiert auf dem Roman Il bambino nascosto des Regisseurs Roberto Andò aus dem Jahr 2020. Dieser wurde in einer deutschen Übersetzung von Verena von Koskull unter dem Titel Ciros Versteck im Folio Verlag veröffentlicht. Bekannt wurde der Italiener nicht als Autor, sondern vor allem als Filmregisseur. Der 1959 in Palermo geborene und tätige Andò arbeitete als Regieassistent für Regisseure wie Fellini oder Coppola.
Silvio Orlando spielt Professor Gabriele Santoro, Giuseppe Pirozzi spielt Ciro, und Enzo Casertano übernahm die Rolle von Vittorio.
Die Premiere erfolgte am 11. September 2021 bei den Internationalen Festspielen von Venedig. Im Oktober 2021 wurde der Film beim Chicago International Film Festival gezeigt. Der Kinostart in Italien erfolgte am 4. November 2021.

## Auszeichnungen
Internationale Filmfestspiele von Venedig 2021
- Nominierung für den Queer Lion[6]